# 11. leden
11. leden je 11. den roku podle gregoriánského kalendáře. Do konce roku zbývá 354 dní (355 v přestupném roce). Svátek má Bohdana.

## Události

### Česko
- 1158 – Vladislav II. byl na sněmu v Řezně korunován Fridrichem I. Barbarossou královskou korunou jako druhý Přemyslovec.
- 1952 – Bývalá obchodní loď Michigan vyplula poprvé pod československou vlajkou a s novým názvem Republika.
- 1987 – Československá televize začala vysílat pořad zahraničních zajímavostí Objektiv.
- 1992 – Vyjely první příměstské autobusy linek 351 a 352 v Praze. Tím byly položeny základy Pražské integrované dopravy.
- 2001 – Z funkce ředitele České televize odstoupil po několikadenní stávce jejích zaměstnanců a veřejných protestech Jiří Hodač.
- 2009 – Zahájila vysílání televizní stanice TV Barrandov.

### Svět
- 1569 – První dochovaný záznam o loterii, která byla tažena v katedrále St. Paul v Londýně.
- 1693 – Erupce sopky Etna.
- 1753 – Bohaté sbírky, které odkázal zesnulý vědec Hans Sloane Anglii, položily základ pozdějšímu Britskému muzeu.
- 1787 – William Herschel objevil Titanii a Oberon, první známé měsíce planety Uran.
- 1805 – Vznik Teritoria Michigan.
- 1831 – Londýnská geologická společnost udělila první Wollastonovu medaili: laureátem se stal anglický geolog, „otec anglické geologie“ William Smith (fyzicky ji převzal až v červnu následujícího roku).
- 1861 – Alabama vystoupila z USA.
- 1879 – Začala Britsko-zulská válka.
- 1904 – V Německé jihozápadní Africe vypuklo povstání Hererů.
- 1905 – Začaly práce na vydávání anglickojazyčné Catholic Encyclopedie.
- 1908 – Oblast kolem Grand Canyonu byla vyhlášena národní památkou.
- 1917 – Byl založen první národní park na území Ruska – Bagruzinský.
- 1922 – V Torontu v Kanadě byl k léčbě diabetes (cukrovky) poprvé použit inzulín.
- 1923 – Francie začala okupaci Porúří kvůli německým válečným reparacím.
- 1935 – Amelia Earhartová jako první žena přeletěla z Havaje do Kalifornie.
- 1941 – Adolf Hitler podepsal směrnici č. 22 – nasazení německých jednotek na Balkáně a v severní Africe.
- 1942
  - Japonsko vyhlásilo válku Nizozemsku a napadlo Nizozemskou východní Indii.
  - Japonsko dobylo Kuala Lumpur.
  - Začátek ofenzivy německých ponorek u východního pobřeží USA – operace Paukenschlag.
- 1945 – Bylo uzavřeno příměří mezi řeckou vládou, komunistickými partyzány ELAS a britskými jednotkami.
- 1946 – Enver Hodža vyhlásil Albánskou lidovou republiku a stanul v jejím čele jako diktátor.
- 1947 – V St. Louis se uskutečnil první let americké palubní stíhačky McDonnell F2H Banshee.
- 1966 – Otevřen první úsek metra v Tbilisi.
- 1972 – Východní Pákistán se přejmenoval na Bangladéš.
- 1974 – V jihoafrickém Kapském Městě se Susan Rosenkowitzové narodila první přeživší šesterčata na světě.
- 1982 – Byly schváleny autonomní statuty španělských autonomních společenství Andalusie, Asturie a Kantábrie.
- 1990 – V Litvě se konal pochod 300 000 lidí za samostatnost země na Sovětském svazu.
- 2005 – Společnost Apple představila svůj miniaturní počítač Mac mini.
- 2007 – Marion Jonesová, která dopovala na olympijských hrách 2000, byla za lhaní o svém prohřešku odsouzena do vězení.

## Narození
Automatický abecedně řazený seznam viz Kategorie:Narození 11. ledna

### Česko

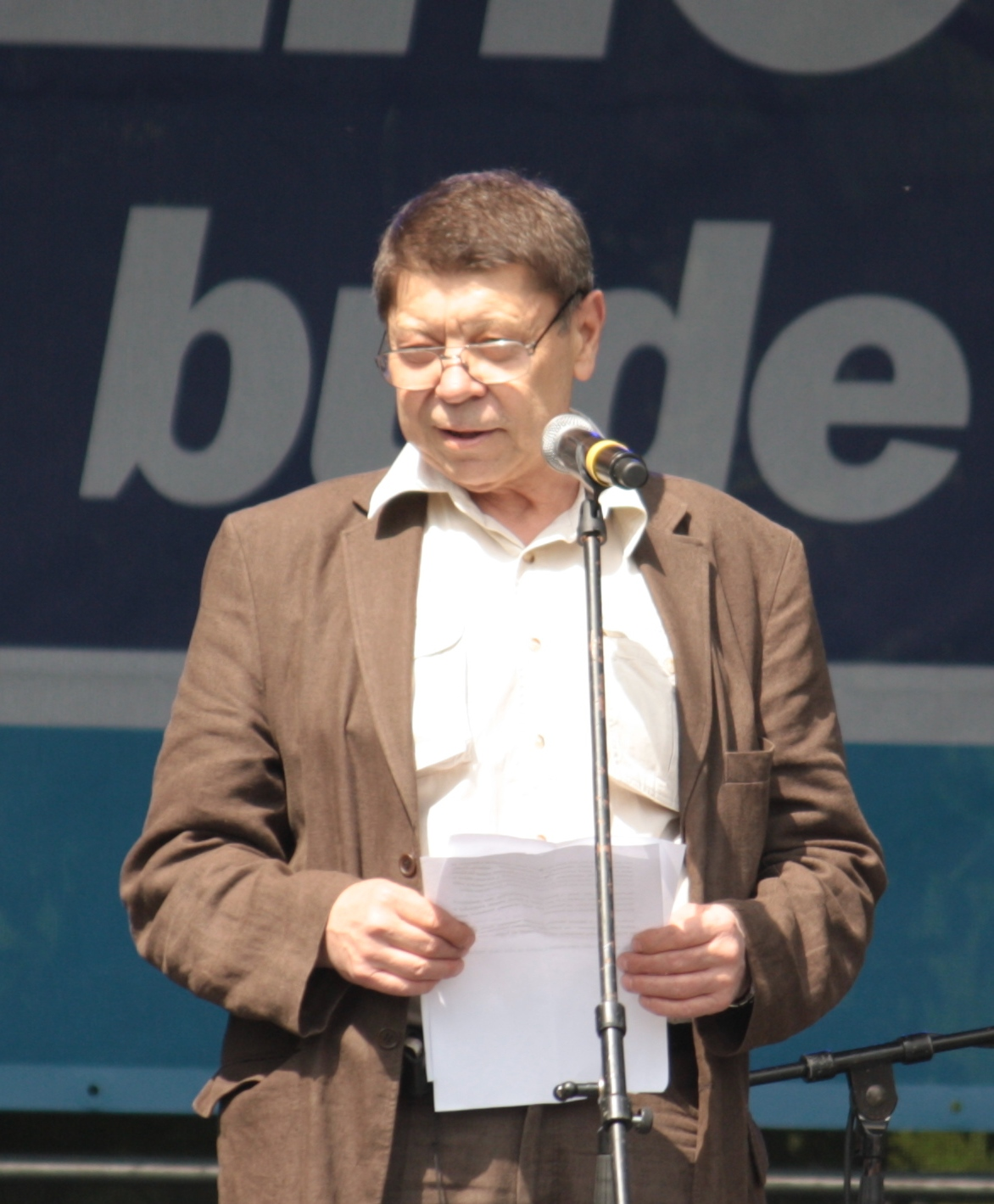
Martin Štěpánek (* 1947)

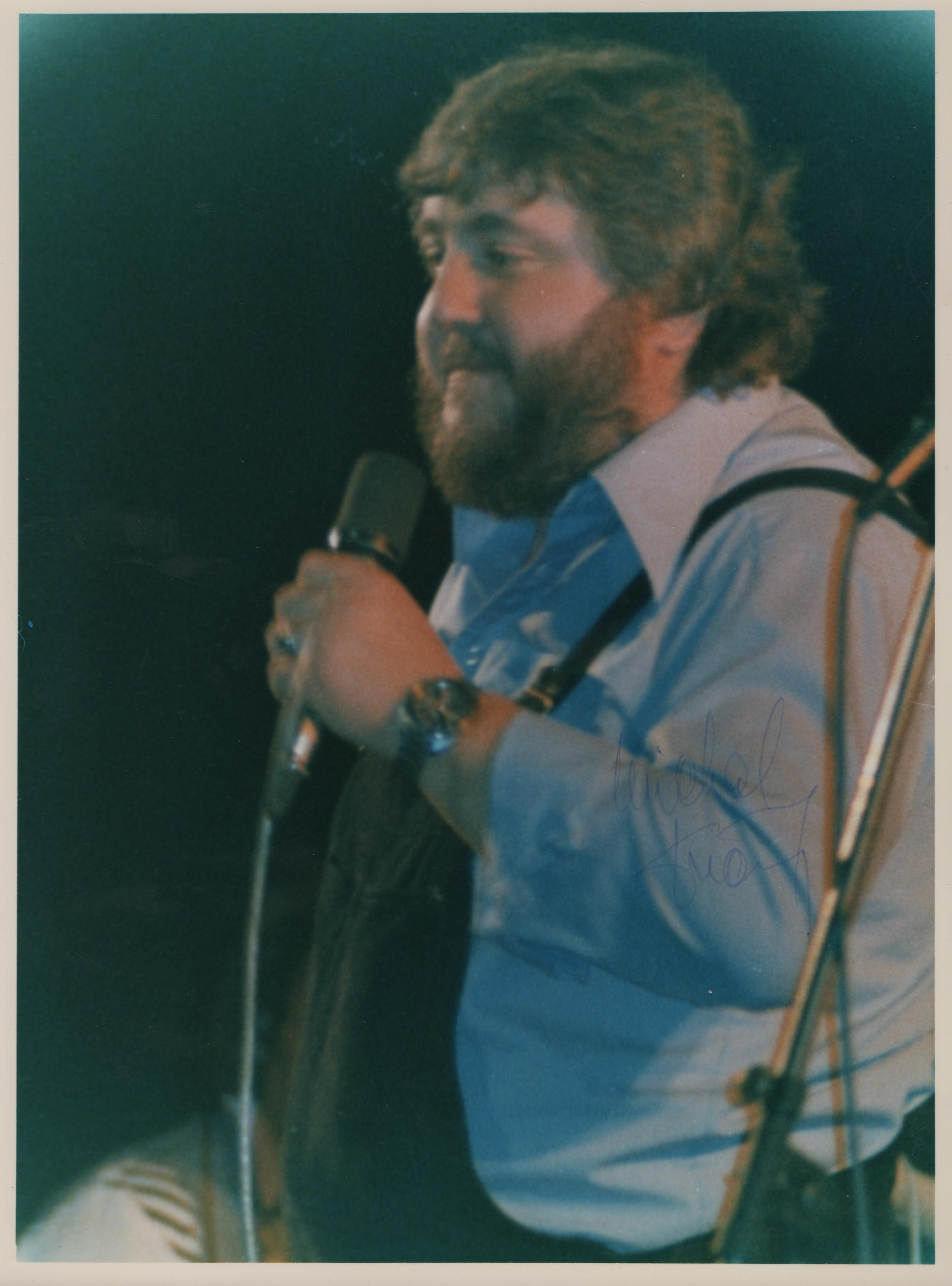
Michal Tučný (* 1947)

- 1746 – František Adam Míča, hudební skladatel († 19. března 1811)
- 1831 – Gustav Skřivan, matematik († 6. ledna 1866)
- 1846 – Raimund Fuchs, kanovník litoměřické kapituly († 28. července 1926)
- 1848 – Vilém Teklý, pedagog, agrární odborník a politik († 22. července 1925)
- 1851 – Marie Vydrová, československá politička († 1. listopadu 1946)
- 1852 – František Kordač, římskokatolický teolog, duchovní, arcibiskup pražský († 26. dubna 1934)
- 1863 – Anton Karl Wüst, rakouský a český podnikatel a politik († 14. září 1932)
- 1865 – Karel Kadlec, právník, spoluautor návrhu ústavy českého státu († 4. prosince 1928)
- 1868 – Adolf Prokůpek, československý politik († 16. října 1934)
- 1869 – Berta Foersterová, operní pěvkyně († 9. dubna 1936)
- 1875 – Terezie Brzková, herečka († 19. listopadu 1966)
- 1876 – Siegfried Taub, československý politik německé národnosti († 1. května 1946)
- 1880 – Otakar Novotný, architekt († 4. duben 1959)
- 1889 – Jan Kratochvíl, generál († 5. března 1975)
- 1894 – Jaroslav Vogel, dirigent a hudební skladatel († 2. února 1970)
- 1895 – Jaroslav Prokeš, historik a archivář († 30. března 1951)
- 1902 – Josef Beneš, antroponomastik a bohemista († 17. prosince 1984)
- 1903 – Ilse Weber, básnířka a spisovatelka knížek pro děti († 6. října 1944)
- 1910 – Ludmila Plecháčová-Mucalíková, historička († 16. října 2004)
- 1911 – Jaromír Wíšo, malíř († 26. dubna 1992)
- 1920 – Ignác Rendek, ministr vlád Československa († 30. května 2003)
- 1921 – Antonín Bartušek, básník a muzeolog († 24. dubna 1974)
- 1925 – Roman Hemala, český divadelní herec († 26. května 2005)
- 1927 – Mikuláš Lacek, pedagog a manažer († 4. července 2008)
- 1941 – Rudolf Bubik, kněz († 12. dubna 2016)
- 1942 – Pavel Hirš, vědec a politik
- 1944 – Jan Sobotka, spisovatel a aforista
- 1947
  - Michal Tučný, zpěvák († 10. března 1995)
  - Martin Štěpánek, herec, režisér a politik († 16. září 2010)
- 1951
  - Vít Slíva, básník
  - Pavel Sušický, politik a lékař
- 1952 – Věra Wajsarová, zpěvačka
- 1953 – Jaromír Vondra, kontrabasista a zpěvák trampské skupiny Hop Trop
- 1959
  - Jarda Hypochondr, zpěvák, moderátor, hudební skladatel, textař
  - Michal Slejška, výtvarný umělec
- 1961 – Jiří Kajínek, mediálně známý zločinec
- 1962 – Ivo Strejček, politik
- 1963 – Libuše Šmuclerová, žurnalistka
- 1969 – Roman Vaněk, kuchař
- 1979 – Pavel Kašpařík, hokejista
- 1980 – Zdeněk Hák, český skialpinista, horolezec a horský vůdce

### Svět

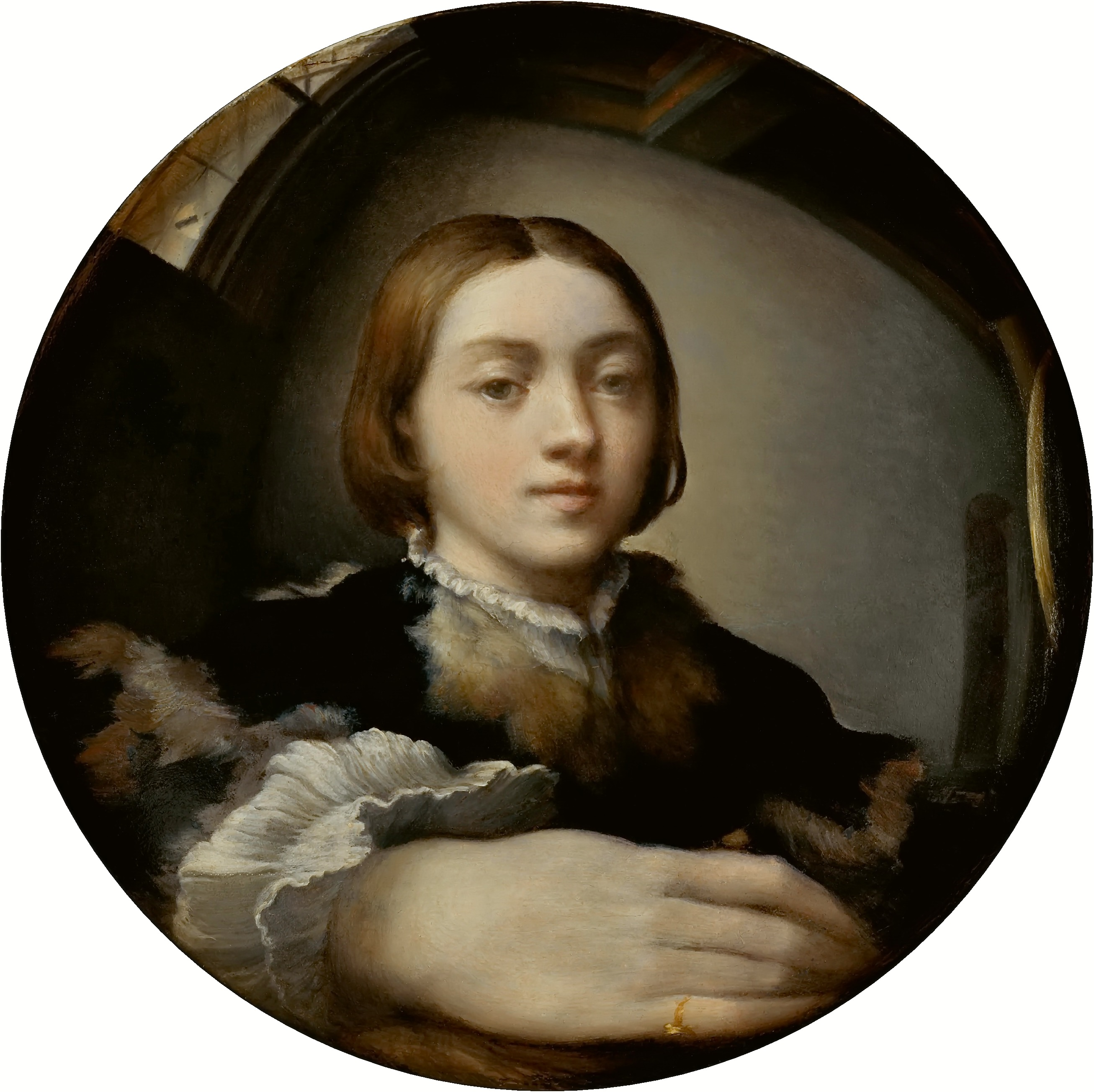
Parmigianino (* 1503)

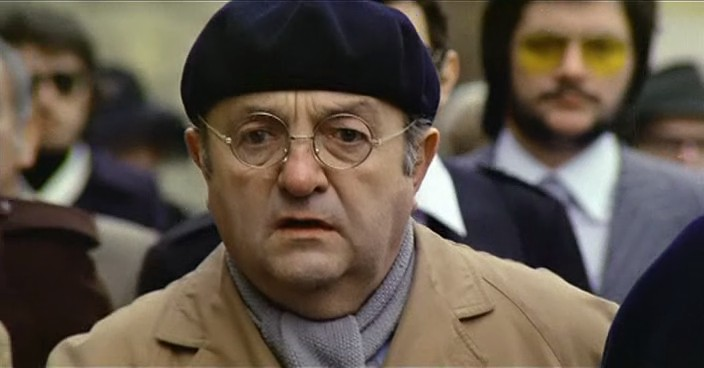
Bernard Blier (* 1916)

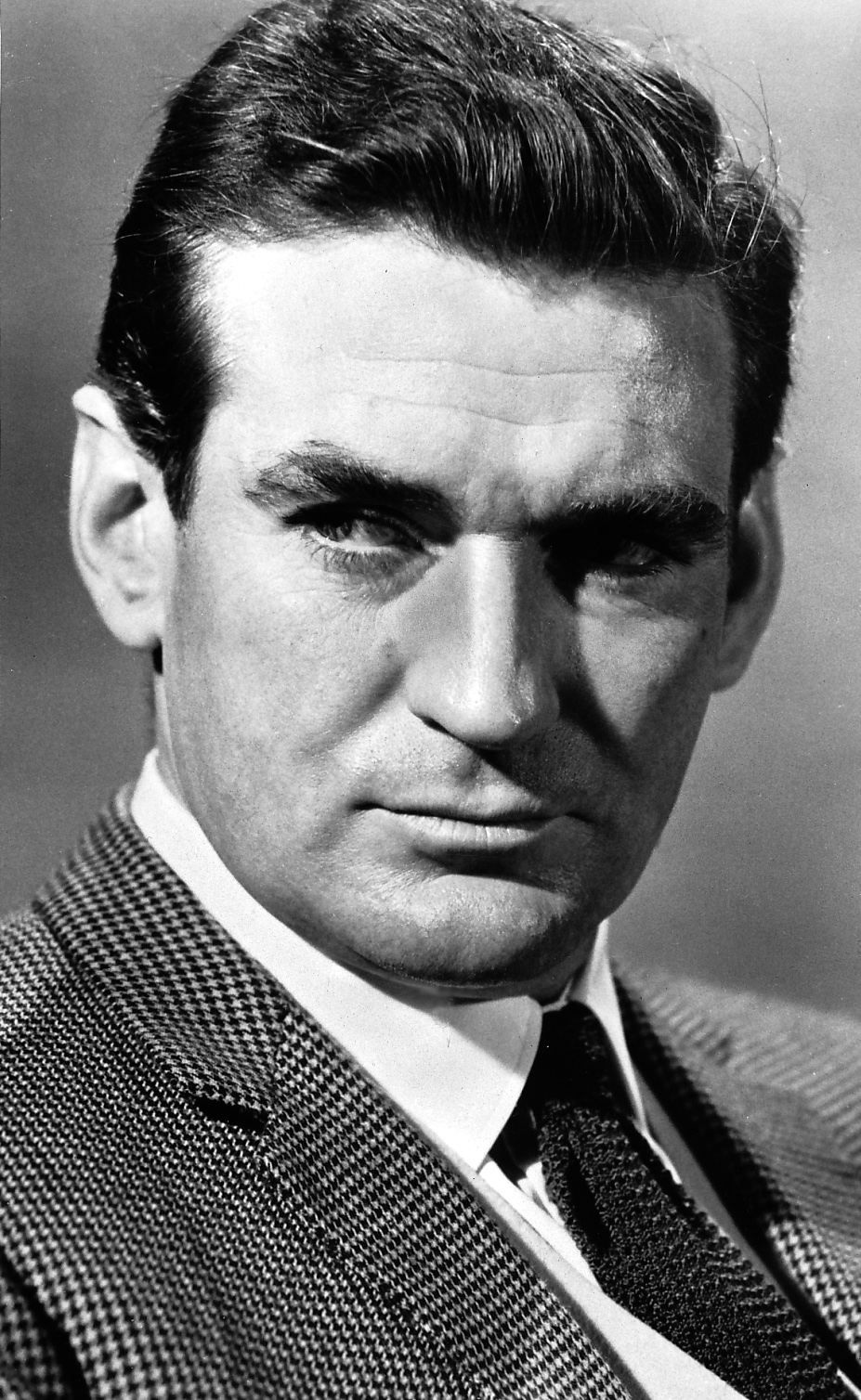
Rod Taylor (* 1930)

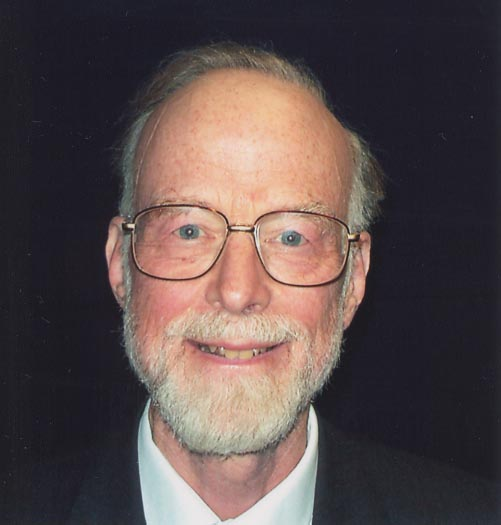
Charles Hoare (* 1934)

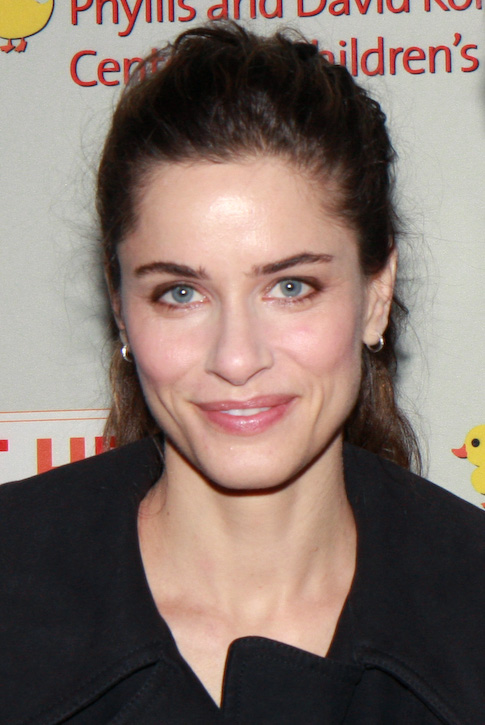
Amanda Peet (* 1972)

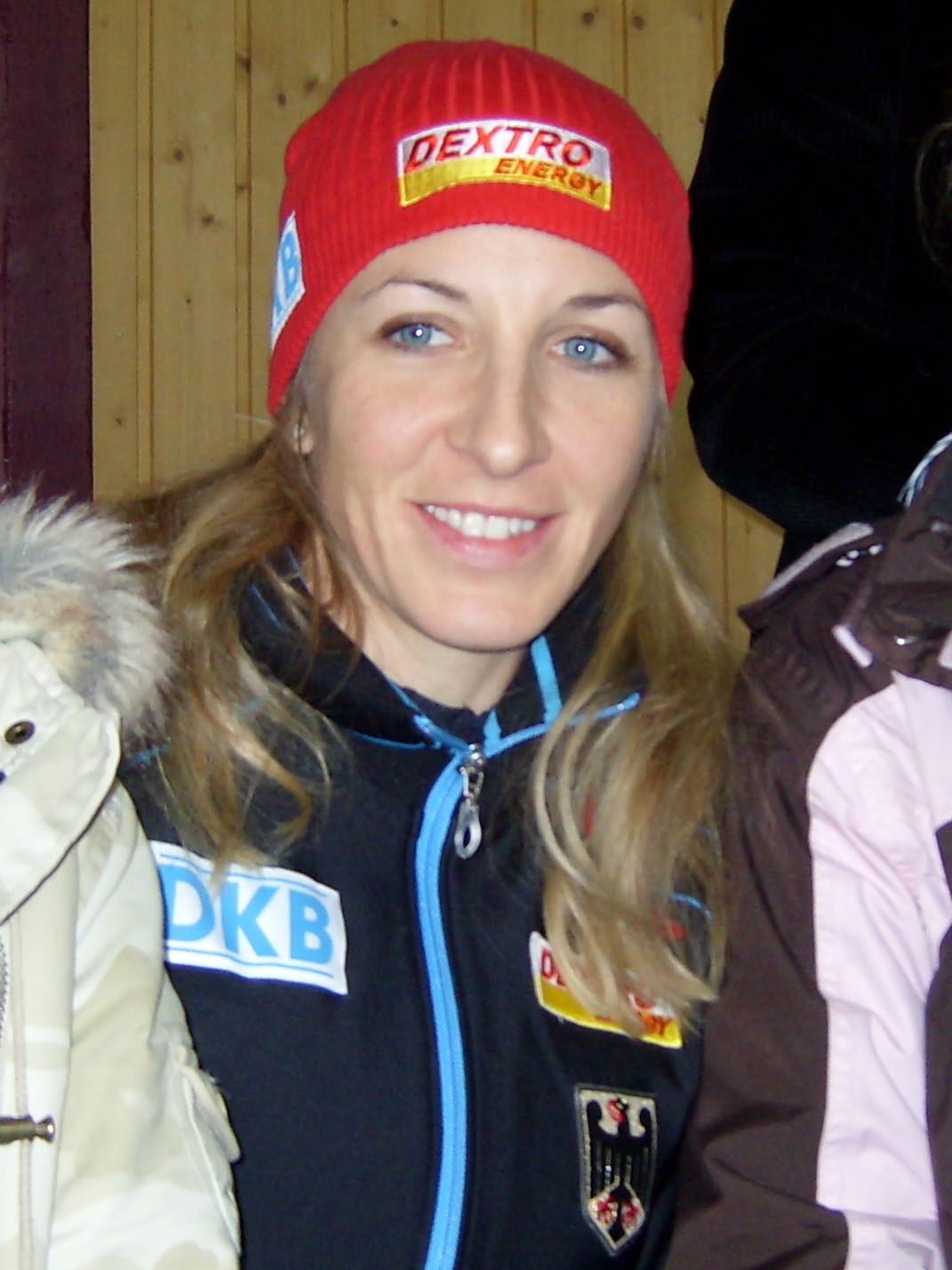
Anni Friesingerová-Postmaová (* 1977)

- 0347 – Theodosius I., celým jménem Flavius Theodosius, známý též jako Theodosius Veliký, římský císař († 17. ledna 395)
- 1450 – Sie Čchien, politik a učenec čínské říše Ming († 6. března 1531)
- 1503 – Parmigianino, italský malíř a rytec († 24. srpna 1540)
- 1638 – Niels Stensen, dánský katolický kněz a přírodovědec († 5. prosince 1686)
- 1755 – Alexander Hamilton, americký právník, ekonom a politik († 12. července 1804)
- 1797 – Carl Rottmann, německý malíř († 7. července 1850)
- 1800 – Štefan Anián Jedlík, slovenský matematik († 13. prosince 1895)
- 1803 – Giovanni Antonio Farina, katolický duchovní, biskup, blahoslavený († 4. března 1888)
- 1809 – Cesare Mattei, italský léčitel 19. století († 3. dubna 1896)
- 1812 – Carol Szathmari, rumunský malíř, tiskař a fotograf († 3. června 1887)
- 1815 – John Alexander Macdonald, první ministerský předseda Kanady († 6. června 1891)
- 1824 – Jiří August Meklenbursko-Střelický, meklenbursko-střelický vévoda († 20. června 1876)
- 1827 – Rainer Ferdinand Habsbursko-Lotrinský, rakouský arcivévoda, vnuk císaře Leopolda II. († 27. ledna 1913)
- 1842 – William James, americký psycholog († 26. srpna 1910)
- 1850 – Eugen Kumičić, chorvatský spisovatel a politik († 13. května 1904)
- 1852 – Konstantin Fehrenbach, německý kancléř († 26. března 1926)
- 1856 – Christian Sinding, norský skladatel († 3. prosince 1941)
- 1859 – George Curzon, britský státník, indický místokrál a generální guvernér Indie († 20. března 1925)
- 1867 – Edward Bradford Titchener, anglicko-americký psycholog († 3. srpna 1927)
- 1872 – Dvojčata Herbert Baddeley († 20. července 1931) a Wilfred Baddeley († 24. ledna 1929), britští tenisté
- 1875 – Reingold Glier, ruský skladatel († 23. června 1956)
- 1879 – Antonio Beltramelli, italský spisovatel († 15. března 1930)
- 1897 – Kazimierz Nowak, polský cestovatel a fotograf († 13. října 1937)
- 1899 – Miloš Alexander Bazovský, slovenský malíř († 15. prosince 1968)
- 1901 – Jáchym Arnošt Anhaltský, poslední anhaltský vévoda († 18. února 1947)
- 1902 – Maurice Duruflé, francouzský varhaník a hudební skladatel († 16. června 1986)
- 1903 – Alan Paton, jihoafrický spisovatel († 12. dubna 1988)
- 1905 – Clyde Kluckhohn, americký kulturní antropolog († 28. července 1960)
- 1906 – Albert Hofmann, švýcarský chemik, otec LSD († 29. dubna 2008)
- 1907 – Pierre Mendès France, premiér Francie († 18. října 1982)
- 1911 – Zenkó Suzuki, premiér Japonska († 19. července 2004)
- 1915 – Luise Krügerová, německá oštěpařka
- 1916
  - Zikmund Schul, německý židovský skladatel († 2. června 1944)
  - Bernard Blier, francouzský herec († 29. března 1989)
- 1920 – Igor Cholin, ruský básník, prozaik a disident († 15. června 1999)
- 1923
  - Ernst Nolte, německý historik a filosof, († 18. srpna 2016)
  - Carroll Shelby, Americký automobilový návrhář, automobilový závodník a podnikatel († 10. května 2012)
- 1924
  - Slim Harpo, americký bluesový hudebník († 31. ledna 1970)
  - Roger Guillemin, francouzský lékař († 21. února 2024)
- 1926 – Lev Ďomin, sovětský kosmonaut († 18. prosince 1998)
- 1928
  - Matej Lúčan, dlouholetý místopředseda vlád ČSSR († 1. března 1996)
  - David L. Wolper, americký televizní producent († 10. srpna 2010)
- 1929 – Rafa'el Ejtan, izraelský generál, ministr zemědělství († 23. listopadu 2004)
- 1930
  - Jack Nimitz, americký saxofonista († 10. června 2009)
  - Anson Rainey, americký lingvista († 19. února 2011)
  - Rod Taylor, australský herec († 7. ledna 2015)
- 1931 – Milan Peťovský, slovenský kameraman a filmový režisér († 19. září 2000)
- 1934
  - Jean Chrétien, 20. ministerský předseda Kanady
  - C. A. R. Hoare, britský matematik a programátor
- 1940 – Andres Tarand, estonský premiér
- 1941 – Barry Flanagan, velšský sochař († 31. srpna 2009)
- 1942
  - Joel Zwick, americký režisér
  - Clarence Clemons, americký saxofonista, zpěvák, hudební skladatel a herec († 18. června 2011)
- 1946
  - Tony Kaye, britský hudebník a hráč na klávesové nástroje
  - John Piper, americký teolog
- 1947 – Carry Geijssenová, nizozemská rychlobruslařka, olympijská vítězka
- 1948
  - Ján Čapkovič, slovenský fotbalista, československý reprezentant
  - Jozef Čapkovič, slovenský fotbalista, československý reprezentant
- 1949
  - Adam Zamoyski, americký historik
  - Bogdan Borusewicz, polský politik
- 1952 – Lee Ritenour, americký muzikant a skladatel
- 1954 – Kajláš Satjárthí, indický bojovník za práva dětí, Nobelova cena za mír 2014
- 1956 – Israel Yinon, izraelský dirigent († 29. ledna 2015)
- 1957 – Bryan Robson, americký fotbalista a manažer
- 1961
  - Jasper Fforde, britský spisovatel
  - Karel Habsbursko-Lotrinský, rakouský politik, dědic české koruny
  - Sergej Fedotov, ruský divadelní režisér
- 1964 – Albert Dupontel, francouzský herec, scenárista a režisér
- 1968 – Tom Dumont, americký muzikant
- 1971 – Mary J. Blige, americká zpěvačka
- 1972 – Amanda Peet, americká herečka
- 1974 – Jens Nowotny, německý fotbalista
- 1975 – Matteo Renzi, italský politik
- 1977
  - Anni Friesingerová, německá rychlobruslařka
  - Oleksij Lukaševyč, ukrajinský atlet, skokan do dálky
- 1978 – Emile Heskey, anglický fotbalista
- 1979 – Siti Nurhaliza, malajsijská zpěvačka
- 1981 – Jamelia, anglická zpěvačka
- 1983
  - Adrian Sutil, německý motorový závodník
  - Dave Simpson, kanadský fotbalista
  - Kaisa Mäkäräinen, finská biatlonistka
- 1984 – Maria Elena Kyriakou, kyperská zpěvačka
- 1985
  - Rie fu, japonská zpěvačka
  - Kazuki Nakadžima, japonský závodník, pilot Formule 1
- 1987
  - Danuta Kozáková, maďarská kanoistka
  - Michaela Stanifordová, anglická ragbistka
- 1989 – Lappies Labuschagné, japonský ragbista
- 1993 – Ankita Rainová, indická tenistka
- 1996 – Leroy Sané, německý fotbalista
- 1997
  - Cody Simpson, australský zpěvák
  - Erlend Blikra, norský silniční cyklista

## Úmrtí
Automatický abecedně řazený seznam viz Kategorie:Úmrtí 11. ledna

### Česko
- 1589 – Pavel Kristián z Koldína, právník (* 1530)
- 1633 – Lucie Otýlie z Hradce, šlechtična (* 1. prosince 1582)
- 1705 – Dominik Ondřej Kounic, rakouský státník (* 30. listopadu 1654)
- 1880 – Anton Buchberger, starosta Znojma (* 16. srpna 1792)
- 1892 – František Schmoranz mladší, architekt (* 19. listopadu 1845)
- 1915 – Jan Hřímalý, houslista a hudební pedagog (* 13. dubna 1844)
- 1918 – Karel Adámek, spisovatel (* 1840)
- 1924 – Otakar Bradáč, hudební skladatel (* 10. listopadu 1874)
- 1932 – Josef Scheiner, sokolský funkcionář (* 21. září 1861)
- 1943
  - Ladislav Brožek, tramp (* 5. června 1904)
  - František Pavelka, voják a příslušník výsadku Percentage (* 29. listopadu 1920)
- 1944
  - Zikmund Václav Halka-Ledóchowski, kanovník olomoucké kapituly (* 21. ledna 1861)
  - Arnošt Hofbauer, malíř a grafik (* 26. dubna 1869)
- 1954 – Vladimír Hanačík, ekonom a politik (* 23. listopadu 1861)
- 1964
  - Antonín Dědourek, knihař a nakladatel (* 2. května 1882)
  - Štefan Slezák, protifašistický bojovník (* 31. prosinec 1891)
- 1967 – Otakar Čapek, mystik, spisovatel, oběť komunistického režimu (* 23. března 1893)
- 1969 – Václav Hlavatý, matematik (* 27. ledna 1894)
- 1973
  - Josef Frič, básník (* 8. ledna 1900)
  - Rudolf Kubín, hudební skladatel a rozhlasový režizér (* 10. ledna 1909)
- 1974 – Bohumír Strnadel-Četyna, spisovatel a novinář (* 29. října 1906)
- 1976 – Bohumír Dvorský, malíř (* 21. října 1902)
- 1985
  - Marie Mlynářová, akademická sochařka a šperkařka (* 25. července 1943)
  - Josef Čtyřoký, fotbalista (* 30. září 1906)
- 1991 – Marie Provazníková, náčelnice Sokola, emigrantka (* 24. října 1890)
- 1998 – Miroslav Raichl, skladatel (* 2. února 1930)
- 2001 – Josef Polišenský, historik (* 16. prosince 1915)
- 2013
  - Miroslav Škeřík, basketbalista a reprezentant (* 14. října 1924)
  - Josef Janík, divadelní režisér (* 29. října 1930)

### Svět
- 0314 – Miltiades, papež (* ?)

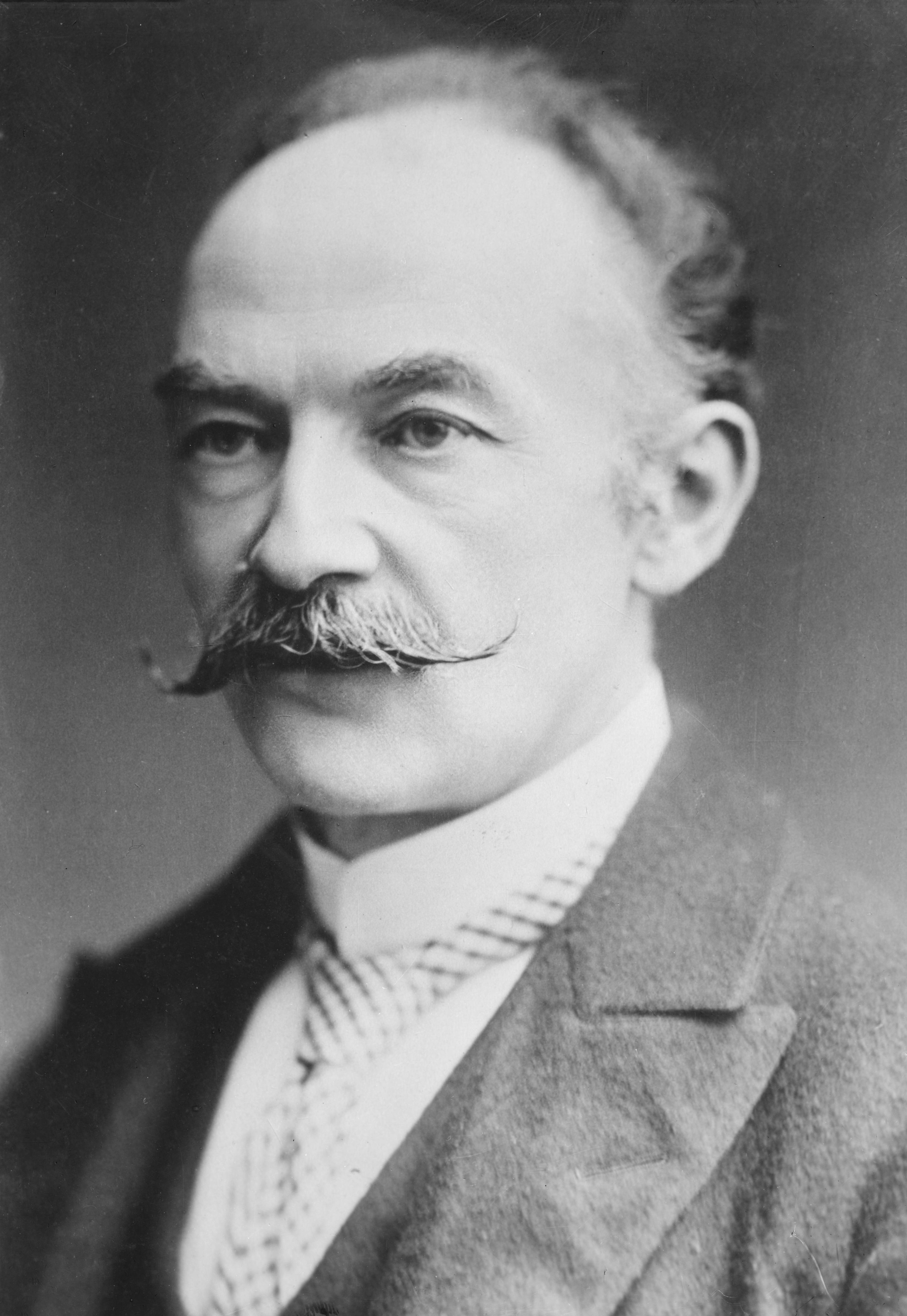
Thomas Hardy († 1928)

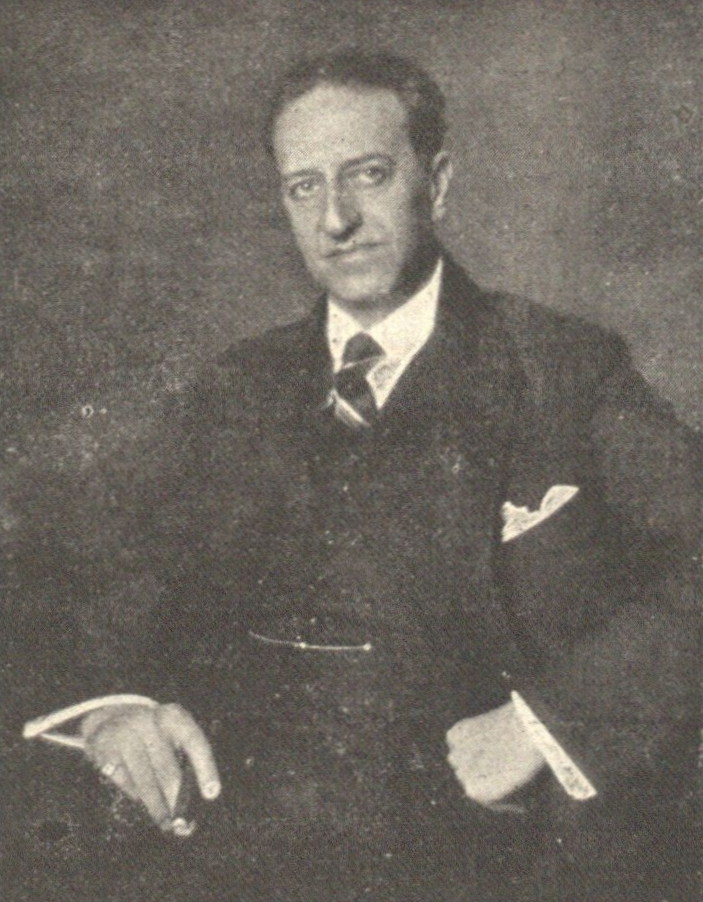
Oscar Straus († 1954)

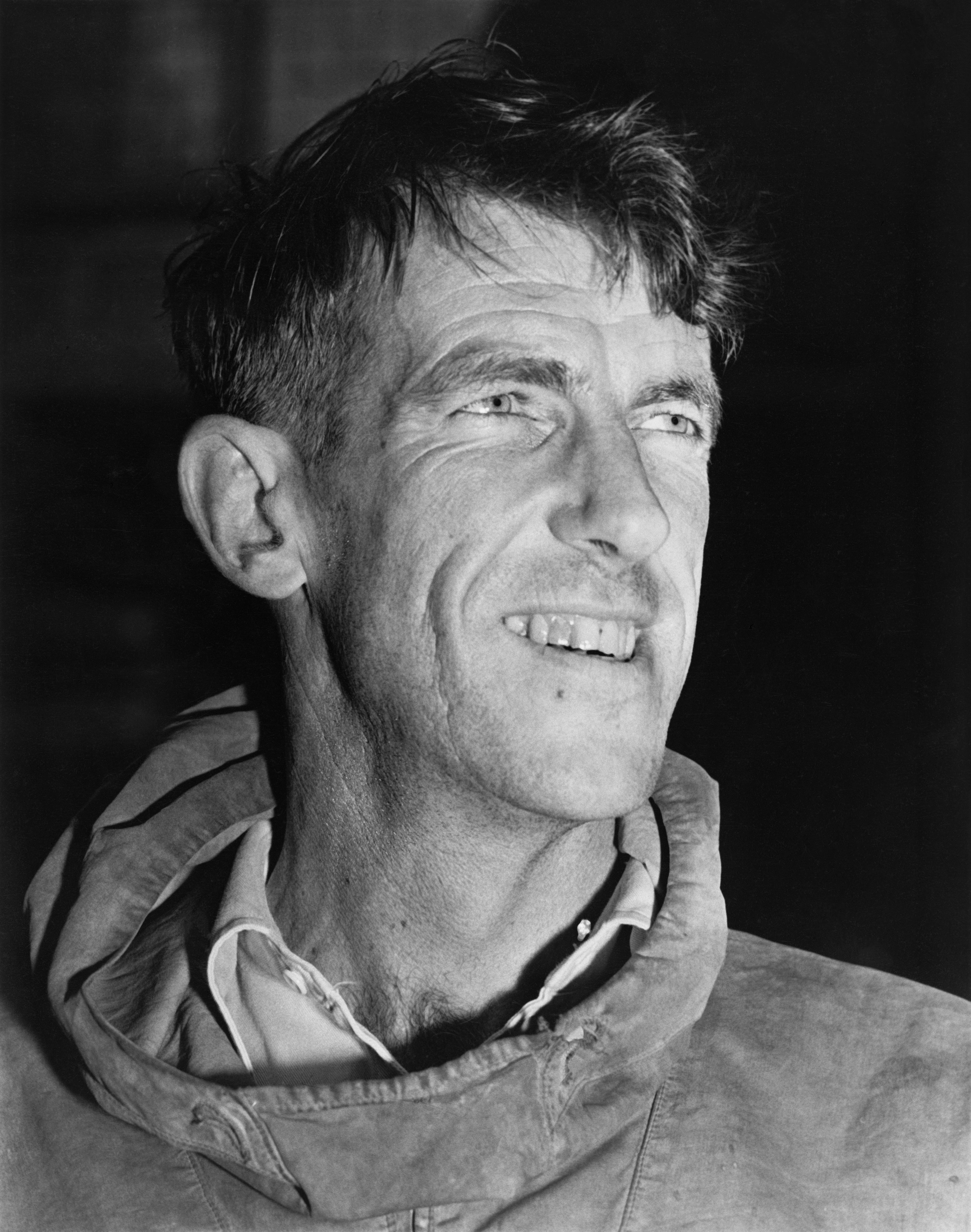
Edmund Hillary († 2008)

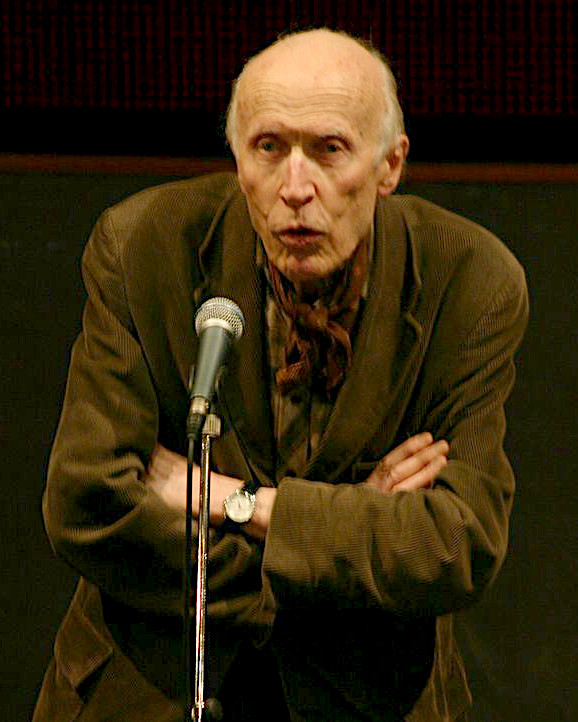
Éric Rohmer († 2010)

- 0705 – Jan VI., papež katolické církve (* ?)
- 0812 – Staurakios, byzantský císař (* ?)
- 0845 – Michael I. Rangabe, byzantský císař (* ?)
- 1055 – Konstantin IX. Monomachos, byzantský císař (* kolem roku 1000)
- 1663 – Marie Elekta od Ježíše, karmelitánská řeholnice, převorka kláštera bosých karmelitek na Hradčanech v Praze (* 28. ledna 1605)
- 1753 – Hans Sloane, britský lékař a botanik (* 16. dubna 1660)
- 1801 – Domenico Cimarosa, italský hudební skladatel (* 17. prosinec 1749)
- 1818 – Johann David Wyss, švýcarský protestantský kněz a spisovatel (* 28. května 1743)
- 1829 – Friedrich Schlegel, německý filozof kultury (* 10. března 1772)
- 1837 – François Gérard, francouzský malíř (* 4. května 1770)
- 1843 – Francis Scott Key, americký básník, autor hymny Spojených států (* 1. srpna 1779)
- 1867 – Marguerite Georges, milenka Napoleona Bonaparte a cara Alexandra I. (* 23. února 1787)
- 1877 – Janko Matúška, slovenský spisovatel (* 10. ledna 1821)
- 1882 – Theodor Schwann, německý biolog (* 7. prosince 1810)
- 1885 – Rodolphe Bresdin, francouzský grafik (* 12. srpna 1822)
- 1891 – Baron Haussmann, francouzský městský architekt a pařížský prefekt (* 27. března 1809)
- 1900 – Maria Consiglia Addatis, italská řeholnice (* 5. ledna 1845)
- 1901 – Vasilij Sergejevič Kalinnikov, ruský hudební skladatel (* 13. ledna 1866)
- 1902 – Cornelis Petrus Tiele, nizozemský teolog (* 16. prosince 1830)
- 1908 – Josef Kühschelm, rakousko-uherský politik (* 27. července 1855)
- 1916 – Jacob Hilsdorf, německý portrétní fotograf (* 1872)
- 1923 – Konstantin I. Řecký, řecký král (* 2. srpna 1868)
- 1928 – Thomas Hardy, anglický spisovatel (* 2. června 1840)
- 1941 – Emanuel Lasker, německý šachista a matematik (* 24. prosince 1868)
- 1944 – Galeazzo Ciano, italský diplomat (* 18. března 1903)
- 1947 – Hjalmar Fridolf Siilasvuo, finský generál (* 18. března 1892)
- 1953
  - Hans Aanrud, norský spisovatel (* 3. září 1863)
  - Noe Žordanija, gruzínský novinář a politik (* 2. ledna 1868)
- 1954 – Oscar Straus, rakouský hudební skladatel (* 6. dubna 1870)
- 1955
  - Rodolfo Graziani, italský generál a ministr války republiky Saló (* 11. srpna 1882)
  - Alžběta Řecká a Dánská, prostřední dcera prince Mikuláše Řeckého a velkokněžny Eleny Vladimírovny Ruské (* 24. května 1904)
- 1966
  - Alberto Giacometti, švýcarský sochař a malíř (* 10. října 1901)
  - Hannes Kolehmainen, finský atlet, čtyřnásobný olympijský vítěz, 1912 a 1920 (* 9. prosince 1889)
  - Lál Bahádur Šastrí, premiér Indie (* 2. října 1904)
- 1969 – Richmal Cromptonová, anglická spisovatelka (* 15. listopadu 1890)
- 1979 – Daniel-Henry Kahnweiler, německý obchodník s obrazy, vydavatel a spisovatel (* 25. června 1884)
- 1982 – Džiró Horikoši, japonský letecký konstruktér (* 22. června 1903)
- 1981 – Desiderius Hampel, německý generálmajor za druhé světové války (* 20. ledna 1895)
- 1988 – Isidor Isaac Rabi, fyzik rakouského původu (* 29. července 1898)
- 1991
  - Aurel von Jüchen, německý teolog a spisovatel (* 20. května 1902)
  - Carl David Anderson, americký fyzik (* 3. září 1905)
- 2005
  - Miriam Hyde, australská skladatelka a pianistka (* 15. ledna 1913)
  - Fabrizio Meoni, italský jezdec rallye (* 31. prosince 1957)
  - Spencer Dryden, americký bubeník (* 7. dubna 1938)
  - Jimmy Griffin, americký zpěvák, kytarista a skladatel (* 10. srpna 1943)
- 2006 – Mark Spoon, německý DJ a producent (* 27. listopadu 1966)
- 2007 – Robert Anton Wilson, americký spisovatel, filosof, esejista (* 18. ledna 1932)
- 2008 – Edmund Hillary, novozélandský cestovatel, první člověk na Mount Everestu (* 20. července 1919)
- 2009
  - Pio Laghi, římskokatolický duchovní, diplomat Svatého stolce (* 21. května 1922)
  - Milan Rúfus, slovenský básník, literární historik, překladatel a esejista (* 10. prosince 1928)
- 2010
  - Miep Giesová, žena, která pomáhala skrývat Annu Frankovou (* 15. února 1909)
  - Éric Rohmer, francouzský filmový kritik, scenárista a režisér (* 4. dubna 1920)
- 2012
  - Chuck Metcalf, americký jazzový kontrabasista a hudební skladatel (* 8. ledna 1931)
  - Bohumil Golián, československý volejbalista, (* 25. března 1931)
- 2014 – Ariel Šaron, premiér Izraele (* 26. února 1928)
- 2015 – Anita Ekbergová, švédská herečka (* 29. září 1931)
- 2021 – William Thornton, americký astronaut (* 14. dubna 1929)
- 2022
  - David Sassoli, italský politik a novinář, předseda Evropského parlamentu (* 30. května 1956)
  - Anatolij Aljabjev, sovětský biatlonista (* 12. prosince 1951)

## Svátky

### Česko
- Bohdana
- Háta
- Malvína
- Teodoz, Theodora, Teodora

### Svět
- Albánie: Den republiky
- Maroko: Den boje za nezávislost
- Portoriko: Den Eugenia María de Hostose

Liturgický kalendář
- Svatý Breandan (žil v 5. století)
- Svatý Hyginus – devátý papež katolické církve († 140?)
- Ctihodná Marie Elekta

## Pranostiky

### Česko
- Na svatého Hygina pravá zima začíná.

| 11. leden v pražském KlementinuÚdaje jsou platné k 29. 4. 2025. | 11. leden v pražském KlementinuÚdaje jsou platné k 29. 4. 2025. | 11. leden v pražském KlementinuÚdaje jsou platné k 29. 4. 2025. |
| minimum                                                         | denní průměr                                                    | maximum                                                         |
| --------------------------------------------------------------- | --------------------------------------------------------------- | --------------------------------------------------------------- |
| −21,6 °C (1793)                                                 | −1,6 °C (od 1961)                                               | 15,7 °C (1991)                                                  |